# Parafia św. Barbary w Ożarowicach
Parafia św. Barbary w Ożarowicach – rzymskokatolicka parafia, położona w dekanacie siewierskim, diecezji sosnowieckiej.
Utworzona w 1958 roku.